# ムハンマド・ジア＝ウル＝ハク
ムハンマド・ジア＝ウル＝ハク（ウルドゥー語: محمد ضياء الحق、英：Muhammad Zia-ul-Haq、1924年8月12日 - 1988年8月17日）は、パキスタンの軍人、政治家。第6代大統領。1978年に大統領に就任してから、1988年に事故死するまでの10年間パキスタンを指導した。「ズィヤーウル・ハック」との表記も存在する。
ジャランダルに生まれ、デヘラードゥーンにあるインド陸軍士官学校（IMA）に入学。太平洋戦争では英印軍として従軍する。戦後1947年のインド・パキスタン分離独立ではパキスタン陸軍のフロンティアフォース連隊に入隊。ヨルダン内戦（黒い九月事件）中はパレスチナ解放機構に対抗するヨルダン軍に従軍し、活躍した。1976年にはズルフィカール・アリー・ブットーにより、将官兼、ティッカ・ハーンの後続として陸軍参謀総長に昇格。
1977年7月、ジアはフェアプレー作戦（1977年パキスタン軍事クーデター）を実行、ブットーを退陣させ、戒厳令を布いた。クーデター以降1年以上事実上の支配者として統治を行い、1978年9月に正式に大統領に就任した。その後パキスタンのイスラーム化を推進、核実験も進め、工業化と規制緩和をしパキスタンの経済の改善を行った。ソ連によるアフガン侵攻に対しては反ソビエトを掲げムジャーヒディーンを支援した。米中関係の改善にも努め、イスラーム諸国におけるパキスタンの地位も確立した。これまでの行動の間選挙は行っておらず首相も不在状態であり大統領（ジア自身）の独裁政権であったが、1985年に8年ぶりとなる総選挙を行い、ムハンマド・ハーン・ジュネージョーを8年ぶりとなる首相として任命した。一方パキスタン憲法修正第8条によって大統領権限を強化され、選挙はほぼ意味のないものとなった。その後経済のスタグフレーションを理由にジュネージョーを罷免し、1988年11月に再度総選挙を行うこととした。しかし、同年8月、バハワルプルからイスラマバードへ移動中、サトレジ川付近で航空機の墜落事故により死亡した。遺体はイスラマバードのファイサル・モスクに埋葬された。
ジアに対する評価として、肯定的な評価は10年以上にわたってパキスタンで政治を行い、ソ連に対してアフガン侵攻で行われた代理戦争は、危惧されていたソ連のパキスタン侵攻を阻止したというものである。また、イスラーム主義者には肯定的な評価が多く、特に脱世俗化に関する努力や、西洋文化への反対が賞賛されている。一方否定的な評価もあり、独裁政権・報道検閲・宗教的な差別・パキスタンにおける民主主義の失墜が主な批判の理由となっている。これら肯定的な評価、否定的な評価全て合わせてこれらの政治的な思想は「ジア主義」として、1つの思想としてのジャンルを確立している。また、後のパキスタン首相として、ジア主義を受け継ぎ核実験を行ったナワーズ・シャリーフの政治的キャリアを培ったのもジアであることは有名な話である。

## 生い立ちと家族
1924年8月12日、英領インド・パンジャーブ州のジャランダルで生まれる。父はデリーに所在した英印軍総司令部に勤めるムハンマド・アクバル・アリ。父・アリはそのイスラーム的宗教性の高さで注目され、イスラム教の聖職者モーラウィの称号を得た。家族は、パンジャーブ人のムスリムで、アレイン族に属していた。幼少期は、ジアは5人の兄弟と共にコーランを教わったという。
シムラーで初等教育を受けた後、ジアは英国国教会の宣教師学校であるデリーの名門大学、セント・スティーブンズ・カレッジで歴史学の学士号を取得し、1943年に優秀な成績を残し卒業した。その後デヘラードゥーンのインド陸軍士官学校（IMA）に入学し、1945年5月、インド独立前としては最後の士官の一員として卒業した。

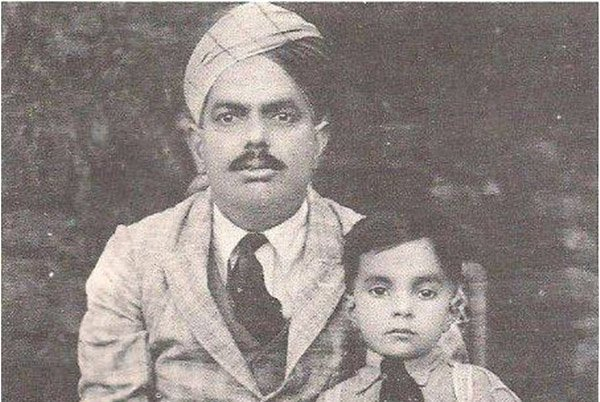
1929年、父とムハンマド・ジア＝ウル＝ハク

1950年8月10日、彼はラホールでいとこのシャフィーク・ジアと結婚した。尚、妻となるシャフィーク・ジアは1996年1月6日に逝去する。ジアの家族には、政界に進出しナワーズ・シャリーフ政権において閣僚となった息子のムハンマド・イヤズ＝ウル＝ハク（1953年生）とムハンマド・アンワル・ウル・ハク（1960年生）、特別支援児のザイン・ジア（1972年生）、パキスタン人銀行家と結婚し1980年から米国に住むルビナ・サリーム、パキスタン人医師のアドナン・マジドと結婚し現在ロンドンに住むクラトゥラン・ジアがいる。
従兄弟のミアン・アブドゥル・ワヒドは、外交官としてドイツとイタリアでパキスタン大使を務め、核保有国として大きな役割を果たした。政界引退後は積極的な政治活動に転じ、PML-Nに長く関わった後、PPPに移った。

## 軍人としての経歴

### 初期の経歴
ジアはムホウの将校養成学校を卒業後、1943年5月12日に英領インド陸軍に入隊した。英印軍では、槍騎兵部隊を機械化した第13槍騎兵連隊に配属された。第二次世界大戦中の1945年5月、太平洋戦争におけるビルマの戦いとマレー作戦に従軍した。
1947年のインド独立後、ジアはウッタル・プラデーシュ州の装甲部隊訓練用施設であるバビーナを出発するための難民の最終列車の護衛官として働いた。この難民の輸送は7日かかり、その間、独立後に勃発したインドの宗教間対立のために乗客は絶えず銃撃にさらされていた。
1950年9月、ジアはガイド騎兵隊に入隊した。その後1962年から1964年まで米国で訓練を受け、カンザス州レブンワースのアメリカ陸軍指揮幕僚大学で学んだ。その後、クエッタの指揮幕僚大学で指揮幕僚長に就任。1965年の印パ戦争では、ジアは第101歩兵旅団の需品係将校だったと言われている。
まだ若い兵だったジアは、後にこの頃を「酒、ギャンブル、ダンス、音楽が将校たちの自由な時間の過ごし方だった」と語り、祈りを好んでいたとも述べた。

### ヨルダン内戦にて
ジアは1967年から1970年までヨルダンに駐在し、パキスタンのヨルダン軍訓練任務におけるトップを務めた。期間中に起きた「黒い九月事件」として知られるパレスチナ解放機構（PLO）との軍事衝突にはヨルダン側として加担した。ジアは内戦勃発の3年前からアンマンに駐在していた。CIA関係者のジャック・オコネルによれば、この事件の最中、ジアはシリアの軍事力を評価するためにヨルダン国王であったフセイン1世により北へ派遣されていた。パキスタンの司令官はフセイン1世に報告し、この地域へのヨルダン空軍（RJAF）飛行隊の配備を勧告した。ジアはその後、パレスチナ人に対するヨルダン軍による攻撃を計画し、作戦において機甲師団を指揮した。オコネルはまた、ジアが自ら戦場でヨルダン軍を指揮したとも報告している。
A.O.ミタ少将の証言によれば、陸軍参謀総長のグル・ハサン・ハーン中将が陸軍総司令部に働きかけたことで、当時のジアは解任を免れたという。ジア准将は、ヤヒヤー・ハーン大統領に提出した軍法会議にナワジシュ少将から、パレスチナ人に対するヨルダン軍の機甲師団を指揮して総司令部の命令に従わなかったとして、軍法会議にかけられるよう勧告されていた。ジアのために仲裁に入ったのはグル・ハサン・ハーンであり、その後、ヤヒヤー・ハーンはジアを釈放した。

### 陸軍参謀総長就任
その後、中将に昇進し、1975年にはムルタンの第2打撃軍団司令官に任命された。1976年3月1日、ズルフィカール・アリー・ブットー首相は、当時3つ星だったジア中将を陸軍参謀総長に任命し、4つ星に昇格させることとした。
陸軍参謀総長ティッカ・ハーンの後任を指名した時点、即ちジア中将を参謀総長とするとブットーが決定した時点で、中将の年功序列は年配を上とすると次の通りだった： 
- ムハンマド・シャリフ（英語版）
- アクバル・ハーン
- アフタブ・アフマド・ハーン（英語版）
- アズマット・バクシュ・アワン
- アーガー・イブラヒム・アクラム（英語版）
- アブドゥル・マジード・マリク
- グラーム・ジラニ・ハーン（英語版）
- ムハンマド・ジア＝ウル＝ハク

しかし、ブットーは7人の年上の中将を差し置いて、最も若い中将、ジアを選んだのであった。また、ジアが参謀総長になったと同時に当時の軍最高幹部であるムハンマド・シャリフ中将は、大将に昇進し、役職は初代統合参謀本部委員会委員長に任命された。
パキスタンの歴史学者フサイン・ハッカーニは、ブットーが多くの年上の将校を差し置いてジアを選んだのは民族的、カースト的な理由によるもので、アレイン族なら政府に対して反抗的態度を見せるパシュトゥーン人やラージプート人の軍人・それらと協力する軍人と同盟を結ぶことはないだろうと考えたからであると分析しており、ジアに軍内においてイスラム教をより推し進めさせたのもそのためだと論じている。こうしてブットーは、ブットー及び政府とイスラム主義思想家との間に強いイデオロギー的対立があったにもかかわらず、陸軍のモットーを
「イマーン（信仰）・タクワ（アッラーを意識し、根源への責任を自覚し、アッラーの怒りをおそれる精神）・ジハード（イスラムのための異教徒との戦闘、聖戦）、サビラー（アッラーの為に）」
に変更し、さまざまな軍での競技会の賞品としてアブル・アラ・マウドゥディの著書を将校に提供した。

## 戒厳司令官

### クーデター前の不満
ブットー首相は、任期が進むにつれて多くの批判と支持率低下といった問題に直面するようになり、それまでブットー首相と同盟を結んでいた民主社会主義者の団体の数も、時間が経つにつれて減少し始めた。当初は、野党党首アブドゥル・ヴァリ・ハーンと、アブドゥルがトップで、ブットーのパキスタン人民党（PPP）と同じく社会主義政党である野党、国民アワーミー党（NAP）をブットーは敵とした。PPPとNAPのイデオロギー的な類似性にもかかわらず、議会内外での党・支持者の衝突は激しさを増し、連邦政府が分離独立主義活動の疑いでバロチスタン州政府からNAP系の州政府関係者を追放したのを皮切りに、ブットーの側近だったハヤト・シェルパオが辺境の町ペシャワールの爆弾テロで死亡した後、NAPの追放と指導者の大半の逮捕に至った。
パキスタン人民党（PPP）内でも反体制派が増加し、反体制派の中心的存在であったアーメド・ラザ・ハーン・カズリの父親が殺害された事件では、ブットーがこの事件の首謀者として非難されたため、世論の憤慨と党内の対立が引き起こされた。グラーム・ムスタファ・カルのようなPPPの議員たちは、公然とブットーを非難し、ブットー政権に対する抗議を呼びかけた。北西辺境州（NWFP、現在のカイバル・パクトゥンクワ州）とバロチスタンで発生した政治危機は、市民の自由が停止されたままであったため激化し、そこに配備された推定10万人の軍隊が職権を濫用し、多数の市民を殺害したと非難された。
1977年1月8日、9つの野党が集まってパキスタン国民同盟（PNA）が結成された。ブットーは総選挙を行うことを決定し、PNAはその選挙に全面的に参加した。党内の意見や見解に重大な分裂があったにもかかわらず、PPP及びPNAは共同で選挙に臨んだ。PNAは敗北に直面したが、選挙が不正に行われたとして結果を受け入れなかった。3月11日、同盟は全国的なストライキを呼びかけ、それに続いて再選挙を要求する激しいデモを行った。このデモ隊と治安部隊の衝突で約200人が死亡した。PNAは地方選挙のボイコットを進めた。にもかかわらず、PPPへの国政選挙における投票率は高かった。しかし、投票率が低かったPNAは、野党がボイコットする中で地方選挙が行われたことを理由として、ブットー政権を非合法と見なした。
やがて、すべての野党党首がブットー政権打倒を呼びかけた。政治的、市民的混乱が激化し、さらに不安が高まった。1977年4月21日、ブットーはカラチ、ラホール、ハイデラバードの主要都市に戒厳令を敷いた。このような大きな事態になったにもかかわらず最終的にはブットーと反対派の妥協案が報告された。そんな中、ジアはブットーがパキスタン軍に不可欠なインテリジェンスを持っていることかつ、空軍参謀総長のズルフィカル・アリ・ハーンとタジャムル・フセイン・マリク少将、第23山岳師団総司令官、ナセルラ・ババル少将、軍事情報総局（DGMI）総局長、サイイド・モハマド・アフサン副提督ら多くの将校がブットーに忠誠を誓っていることを知っていたため、クーデターを慎重に計画した。

### 1977年の軍事クーデター
1977年パキスタン軍事クーデター（コードネーム「フェアプレー作戦」）は1977年7月5日の未明に起こった。クーデターを行うことが発表される前に、ブットーと閣僚はジアの命令で憲兵隊に逮捕された。この事態にジアが黒幕と知らないブットーはジアに電話しようとしたが、電話はすべてつながらなかった。後日、ジアはブットーに、このような不愉快な仕事をさせられて申し訳ないと言ったという。ジアと軍は、クーデターを「困難な状況に対する自発的な対応」と表現したが、彼の対応は完全に矛盾していた。クーデター直後、ジアは『ニューズウィーク』誌の英国人ジャーナリスト、エドワード・ベアにこう語った：
私（ジア）はこの決断（フェアプレー作戦）を下した唯一の男であり、7月4日17時、ブットー氏と野党との交渉が決裂したとの報道を聞いて、私はこの決断を下した。もし交渉が成功しお互いが合意する結果に終わっていれば、クーデターを起こす決断は下さなかった。—ムハンマド・ジア＝ウル＝ハク『ニューズウィーク』とのインタビュー、
しかし、陸軍総司令ハリド・マフムド・アリフは、クーデターはすでに計画されており、パキスタン軍の幹部は確かな情報を持っていると指摘し、ジアのインタビューに反論した。そのため、アリフはクーデター実行前に緊急でブットーと会談し、「反対派との交渉を急ぐ」ようブットーに強調し、促した。アリフや独立系メディアの専門家の説明では、クーデターを起こす日の近く、会談は決裂していなかった。ジアはさらに、ブットーに対するクーデターは、ブットーが支持者に武器を配布して内戦を計画しており、それを未然に防ぐためにクーデターは必然的に必要だったのだと主張した。しかし、アリフはブットーに関するジアの発言を強く否定し、党の選挙事務所で武器が発見されたり回収されたりしたという証拠がないとした。このことから、ジアはブットーを内戦計画の罪で起訴することはなかった。1977年7月5日にブットー首相を退陣させた後、ジア＝ウル＝ハクは戒厳令を布告し、1978年9月16日に大統領に就任するまで、この戒厳令の最高責任者を自任した。
直ちに、海軍参謀総長モハマド・シャリフは、ジアとその軍事政権に対する海軍の支持を表明した。しかし、ズルフィカル・アリ・ハーン空軍参謀総長は支持を表明せず、ムハンマド・シャリフ統合参謀本部委員長は中立を保ち、ブットー首相への支持を無言ながらアピールした。1978年、ジアはファザル・イラーヒー・チョードリー大統領に圧力をかけ、アンワル・シャミム将軍を空軍参謀総長に、1979年にはカラマット・ラーマン・ニアジ提督を海軍参謀総長に任命した。ジアの推薦により、イラーヒー大統領はモハマド・シャリフ提督を統合参謀本部議長に任命し、同じくモハマド・シャリフを最高位の将校とし、シャリフ自身が尊敬する軍参謀長を含むすべての軍を俯瞰する主要軍事顧問にもなった。1979年、統合参謀本部議長を含む陸海空軍各参謀総長は、戦乱の状況下でクーデターが合憲かつ合法であることを認め、ジアを支持することを約束した。尚、これらについては後に後述する（#戒厳令下での州首相たち）

### 選挙延期と説明責任の要求
戒厳司令官として権力を掌握した後、ジアは間もなく国営テレビであるPTVに出演し、今後90日以内に新たな中立的な議会選挙を実施することを約束した。
私の唯一の目的は、今年10月に自由で公正な選挙を実施することだ。選挙後すぐに、権力は選挙で選ばれた国民の代表に移譲される。私は、この予定を破ることはないと、厳粛に保証する。
ジアはまた、パキスタンの憲法は破られたり破棄されたわけではなく、一時的に停止されたのだと述べた。ジアは、国の完全性と主権を保証する文民機関や議員を信用していなかったため、1977年10月、選挙実施の延期を発表し、政治家に対する説明責任を開始することを決定した。選挙の延期についてジアはテレビに出演した際にその決定を強く擁護し、「過去に不正を働いた政治指導者の精査」のためとした。こうしてPNAは「報復が先、選挙は後」という方針を採用した。しかし、これらの方針はジア自身の信頼を大きく失墜するのにつながった。また、ジアはこの選挙延期について恐らく「自身が政権を失えば、敵となるPPPの集会の規模が拡大し、選挙でより良い成績を収めることに繋がり、自分に危険性が及ぶ」という考えをしていたと考えられている。このため、PPP（左派）に対抗する右派のイスラーム主義者だけでなく、かつてブットーと同盟を結んでいた一部の左派の社会主義者までもが選挙延期を要求するようになった。ジアは、ISIとして知られる軍統合情報局を利用し、タファズル・フサイン・シディキウイ准将をブットーの出身地であるシンド州に派遣して、人々が戒厳令を受け入れるかどうかを評価させた。情報局の中の政治部は、右派のイスラム主義者や保守派数人と接触し、PNAがジアと政権を分担する選挙を約束した。ジアは世俗主義派（イスラーム主義から見ると敵となる派閥）勢力をイスラム右派や保守派から分割・分離することに成功し、後に世俗主義派戦線の各メンバーを粛清した。
政治家の権限などを剥奪する為の裁判所も設置され、国会議員であった何人かが不正行為で起訴され、その後7年間はいかなるレベルの政治参加資格も剥奪された。その後、退陣したブットーをいくつかの点で有罪にする白書も発行された。
上級将校によると、戒厳令後の国家指導者として初めて連邦長官に会ったジアは、連邦長官を「ブットーのようなカリスマ性も、アユーブ・ハーンのような個性も、リヤーカト・アリー・ハーンのような正統性もない」と述べた。

### 必要性の原理
退陣したブットー首相の妻であるヌスラト・ブットーは、1977年7月の軍事クーデターは法律上許可されるのかに異議を唱え、ジアの軍事政権を相手取って訴訟を起こした。パキスタン最高裁判所は、後に「必要性の原理」（1954年の「必要性の原理」とは異なる）として知られることになる判決を下し、当時の危険で不安定な政治状況を考慮すれば、ジアによるブットー政権に対するクーデターは必要であったことを理由に合法であるとした。この判決によって、ジア軍事政権に対する独裁はさらに強まった。尚、ブットーは最高裁での上告の弁論に自ら出廷した際、「軍事政権にクーデターに関する何らかの制限を課すことなく判決を下すことはできない」と述べた一部の裁判官に大きく賛同していた。

### ズルフィカール・アリー・ブットーに関する裁判
ズルフィカール・アリー・ブットー元首相はクーデター中に逮捕されたが、まもなく釈放された。釈放後、ブットーは自身が創設した左翼政党パキスタン人民党（PPP）支持者の喝采を浴びながら国内を回った。1977年9月3日、ブットーは1974年3月に政敵であるアフマド・ラザー・カスーリーの父親の暗殺を裏で操ったという容疑で再び軍に逮捕された。裁判手続きは1977年10月24日に始まり、5ヶ月間続いた。1978年3月18日、ブットーは殺人罪で有罪とされ、死刑が宣告された。
アフタブ・カジとローダッド・ハーンによれば、ジアはブットーを憎んでおり、ブットーとその同僚を汚い言葉で侮辱していた。最高裁は4対3で死刑執行を支持する判決を下した。高等裁判所も、PPPの反体制政治家であるアフマド・ラザー・カスーリーの父親を殺害した容疑で、彼に死刑判決を下した。外国の指導者たちはブットーの死刑判決に対し減刑もしくは恩赦するよう何度も嘆願したにもかかわらず、ジアはその嘆願を却下し、死刑判決を維持した。1979年4月4日、最高裁判所がラホール高等裁判所の死刑判決を支持したため、ブットーはついに絞首刑に処された。
ジアというクーデターによりパキスタンを支配した独裁者による行動はさておき選挙により選ばれた首相の絞首刑は、国際社会とパキスタン全土の弁護士や法学者によって非難の対象となった。また、同様にブットーの裁判はパキスタン国内外において大きな物議を醸した。

### 戒厳令下での高官任命

#### 戒厳令下における判事の任命
パキスタン最高裁の上級判事を暫定的ではあるものの任命したことは、ジア軍事政権のもとで政権が実施した最も早い主要な活動の一つであった。ジアは、ブットーがソ連、中国といった東側諸国、そして米国を除くすべての西側諸国の政府と良好な関係を築いていた事実を認識していた。また、クーデター前の状況であれば大統領、首相といった大きな役職をPPPが担っていたためPPPが何をしても大抵許されるような環境が構築されていた。
戒厳令発令後、ジアはファザル・イラーヒー・チョードリー大統領に圧力をかけ、1977年9月23日、シェイク・アンワルル・ハク判事をパキスタンの最高裁判所長官に任命した。アンワルル・ハク任命前のムハンマド・ヤクブ・アリ最高裁長官は、1977年9月20日にヌスラト・ブットーが最高裁に提出した請願書の再審理に同意した後、直ちに強制的に解任された。ヤクブ・アリ判事の罷免後、ブットー元首相は、ジアが国外にいる間にシェイク・アンワルル・ハクが大統領職を代行したことで、立法がジア側に傾くことを危険視し、新司法長官のシェイク・アンワルル・ハクを最高裁判所長官として任命することに反対した。ブットーはまた、アンワルル・ハクは公の場での発言で、ブットー政権を批判してきたと述べた。
このブットーの異議はアンワルル・ハク裁判長によって却下され、前記のブットーに関する裁判もアンワルル・ハク裁判長が最高裁判長として審理し、パキスタン全土に戒厳令を敷きながらブットーの全事件を取り締まり、判決を下した。ジアの帰国後まもなく、別の裁判官モウルヴィー・ムシュタク・アフマドもジアとアンワルル・ハクの支持を得て、ラホール高等裁判所の臨時裁判長に就任した。モウルヴィーは、ブットーが政敵殺害の罪でまだ有罪と宣告されていない段階で、ブットーの死刑判決を賛成した法廷の一員でもあった。ジアがサウジアラビアに向かった1979年も、アンワルル・ハク判事がパキスタンの政治運営を担当した。

#### 戒厳令下での州首相たち

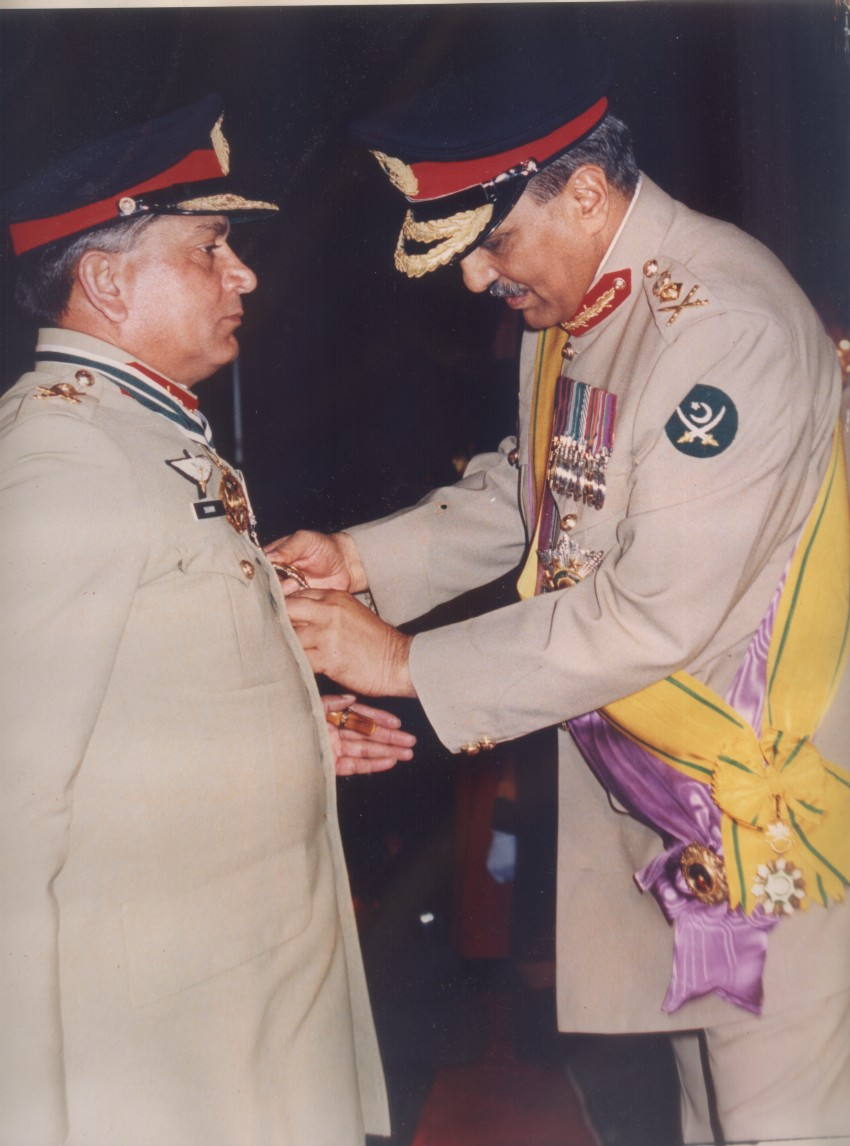
シャミーム・アラム・ハーンにヒラル・イ・イムティアズ勲章を贈呈するジア

ジア軍事政権は、戒厳令下の地方行政を白紙委任するために、知名度の高い軍将官を任命することを頻繁に行った。ジアの近衛騎兵隊の隊長であるファズル・ハク中将がカイバル・パクトゥンクワ州の戒厳令下での州首相に任命された。ファズル・ハク中将は、声の大きい、力強い将軍と考えられていた。ハク中将は第11軍団の司令官も兼任しており、ソ連との情報戦を担当する陸軍部隊の総司令官だった。
2人目の任命は、シンド州で戒厳令下の州首相に任命されたS.M.アバシ中将であったのだが、在任中には学生暴動が発生し、内乱が起こった。対照的に、第3次戒厳令でパンジャーブ州州首相に任命されたグラーム・ジラニ・ハーン中将は、ラホールの美化やインフラの拡張、政治的反発の抑制に大きく貢献した。その後後に首相となるナワーズ・シャリーフがパンジャーブ州首相に上り詰めたのも、ジラニ将軍の後援によるところが大きかった。そして、おそらくこれら任命された州首相で最も活躍した存在だったのは、任命された中で最後となる4人目の州首相、ラヒムディン・ハーン中将であった。ラヒムディン・ハーン中将はバロチスタン州の戒厳令下における州首相に任命されて以降、バルーチスターンで起こっている民族主義者との紛争の中の1紛争である第4次バルーチスターン紛争を終結させ、第4次バルーチスターン紛争でバルーチスターンの民族主義者（敵）側を支援していたアフガニスタンのムジャーヒディーンを封じ込め、チャガイ地区には核実験場を建設した。
ジアの在任中は、ヘロインや高性能武器が社会に流通し、また隣国アフガニスタンから無数の難民が押し寄せた。1985年にムハンマド・ハーン・ジュネージョーを首相に任命した後、法と秩序の悪化はさらにひどくなった。政府は、ジアがヘロイン取引に関係しているという証拠を見つけられなかったが、捜査は行った。
ジアは、1960年代にヤヒヤー・ハーン元大統領やアユーブ・ハーン元大統領の軍事政権で働いたことのある、非常に有能な戒厳令管理官から尊敬のまなざしを受けていた。ジアと一緒に仕事をした著名な将校のひとりに、陸軍参謀総長のハリド・マフムド・アリフ将軍と統合参謀本部議長のムハンマド・シャリフ提督がいる。二人とも西側諸国政府からは非常に有能かつ東パキスタンの軍事政権で幅広い経験を持っていると評価され、ジアの側近として、機密情報をジアから伝えられるほどだった。
シャリフ提督もアリフ将軍も、もしジアが解決できないような問題があれば、効率的に問題を処理した。1979年、ジアは海軍参謀総長にカラマット・ラーマン・ニアジ提督を最初に任命し、1983年には海軍参謀総長にタリク・カマル・ハーン提督を任命した後、海軍の昇進委員会に何度も影響を与えた。ジアの要請により、当時のファザル・イラーヒー・チョードリー大統領はアンワル・シャミム将軍を空軍参謀総長に任命することを承認し、イラーヒー大統領の辞任後、ジアはシャミムを戒厳令管理官代理に任命した。国家安全保障に関わる重大な問題については、ジア将軍は参謀総長たちと話し合った後、空軍参謀総長と海軍参謀総長に内密に伝えた。またジアの軍部における役職の任命は、ジア軍事政権にとっては極めて重要であり、海軍と空軍の自身と新軍事政権に対する継続的な忠誠を確保するための先制措置であった。

## 大統領職（1978年 - 1988年）

### 大統領就任
ブットー政権の関係者大半が罷免されたにもかかわらず、ファザル・イラーヒー・チョードリー大統領は政権を継続するよう説得された。その実態は名目上の大統領であり、裏ではジアが実権を握っていた。任期満了後、ジアが大統領職の延長を求めたにもかかわらず、チョードリーは辞任し、ジアは1978年9月16日にパキスタン大統領に就任した。

### 政治構造の変化

#### マジュリス＝エ＝ショーラの結成
表向きは、自由選挙が実施されるまでの間、政権を維持するだけであったが、ジアは、以前の軍事政権と同様、多党制の「議会制民主主義」にしばしば伴う規律と秩序の欠如を嫌っていた。ジアは「大統領制」と技術官僚による意思決定システム、すなわち「テクノクラシー」を好んだ。1979年にすべての政党を禁止した後、1981年末に議会を解散し、マジュリス＝エ＝ショーラ（協議評議会）を設置した。大統領への相談役のような役割を作ることとパキスタンのイスラーム化計画を支援することが目的である。マジュリス＝エ＝ショーラのメンバー350人は大統領によって指名され、大統領と協議する権限しか持たず、実際には政府によってすでに下された決定に「マジュリス＝エ＝ショーラのお墨付き」というような印象を与える役割しか果たしていなかった。マジュリス＝エ＝ショーラのメンバーのほとんどは、知識人、学者、ウラマー、ジャーナリスト、経済学者、さまざまな分野の専門家だった。
ジアの議会と軍政は「軍部官僚テクノクラシー」（MBT）の考え方を模倣しており、当初は専門家、技術者、高名な軍人が軍政の一翼を担っていた。ブットー政権下の政治家に対するジアの反感が、政治家とその政治的体制に対抗する強力な存在とされたMBTの推進につながった。物理学者から外交官に転身したアガ・シャヒ、法学者のシャリフッディン・ペルザーダ、企業指導者のナワーズ・シャリーフ、経済学者のマブーブル・ハック、上級政治家のアフタブ・カジ、ローダッド・ハーン、化学者から外交官に転身したグラーム・イスハーク・ハーンなど、上級政治家や技術者たちは、ジアの軍事政権における主要な技術者であった。

#### 1984年の国民投票
ブットー処刑後、パキスタン国内外から選挙を実施しようという世論となっていった。しかし、選挙で選ばれた代表に権力を譲る前に、ジアは国家元首としての地位を維持しておきたかった。1984年12月19日に国民投票が行われ、ジアを将来再度大統領として選出するか否かという質問であったが、実質的にジアに反対票を投じることはイスラム教に反対票を投じることのようなものであった。公式発表では97.8％がジアを支持したとのことだったが、国民投票に参加したのは有権者のわずか20％だった。

#### 1985年の議会選挙と憲法改正
1984年の国民投票実施後、ジアは国際的圧力に屈し、1985年2月に政党抜きで全国総選挙を実施する許可を選挙管理委員会に与えた。対立する主要政党のほとんどは政党としての参加を禁止していることから選挙のボイコットを決定したが、選挙結果は多くの勝利者がいずれかの政党に属していた。批評家たちは、政党の禁止（あるいは選挙の「無所属化」）によって空いた穴を民族的・宗派的な動員が埋め尽くし、国家統合が損なわれたと不満を表明した。
ジアは、首相を罷免し、国民議会を解散させ、州知事や軍隊の長官を任命する権限を自分に与えるよう努めた。首相のムハンマド・ハーン・ジュネージョーは、控えめで物腰の柔らかいシンド人として知られていた。
新政府に政権を譲り、戒厳令を解除する前に、ジアは新議会に1977年のクーデターを含む過去8年間のジアの行動をすべて遡及的に認めさせた。ジアはまた、いくつかの憲法修正案を成立させることに成功した。特に、大統領に議会を解散する「予備的権限」を認めたパキスタン憲法修正第8条がいい例である。しかし、この修正案は、少なくとも書類上では、それまで大統領自身に認められていた議会解散権を大幅に縮小するもので、大統領という権限のみで見ると逆効果にしかならなかった。だが、この修正案では、不信任決議によって内閣が解散し、誰も政府を樹立できないか、政府が憲法に則った形で機能しないことが明らかな場合にのみ、ジアが国会を解散することを認めているため、結論で言えばジアの独裁をより強める修正案となっていた。

#### 経済政策
一般的に、ジアは（イスラーム化は別として）経済発展と政策の優先順位をかなり低くし、その管理をグラーム・イスハーク・ハーン、アフタブ・カジ、ヴァシーム・ジャフリーといったテクノクラートに委ねた。このようにジア自身は経済政策を後回しにしていたにもかかわらず、1977年から1986年にかけてのGNPの年平均成長率は6.8％で、当時世界最高であった。ジア政権の初年度は、送金が劇的に増加し、1980年代の大半はパキスタンの送金額（支出）は年間総額32億ドルに達し、パキスタンのGDPの10％を占めるほどであった。よりいえば経常収支の45％、総外貨収入の40％を占めていた。
ジアがブットー政権に対してクーデターを起こすまでに、社会主義的政策の国有化計画の経済循環プロセスは完了した。社会主義的志向と国有化プログラムはよりジア政権下で進んでいく。国営企業における権威主義を演出するために、ジア＝ウル＝ハク大統領は企業化のアイデアを重用した。ジアのよく知られた初期のイニシアティブのひとつは、無利子経済サイクルを特徴とする国民経済のイスラーム化を目指したものだった。ジア大統領は産業の民営化を命じず、3つの製鉄所だけが元の所有者に戻された（パキスタンのイスラーム経済）。
しかし、1987年末には、ついに財務省は段階的な民営化と経済自由化のプロセスを検討し始めるのであった。

### アメリカとの関係

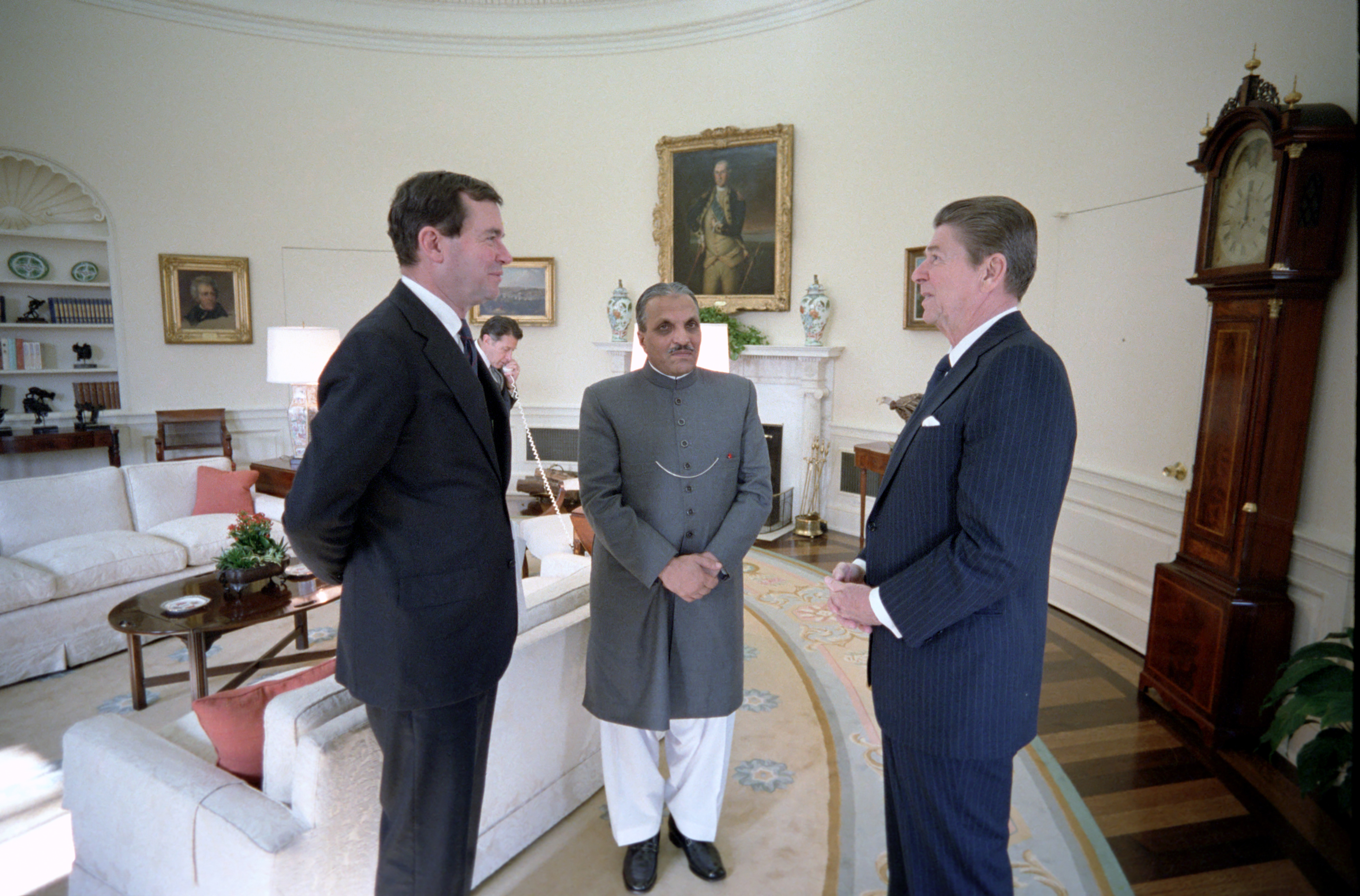
1982年、ロナルド・レーガン大統領とウィリアム・パトリック・クラーク大統領補佐官との会談。

アメリカ合衆国、その中でもロナルド・レーガン政権は、ジア政権を熱烈に支持し、ジアが行う保守的な軍部支配体制の盟友ともいえる存在であった。レーガン政権は、ジア政権を共産主義の脅威との戦いにおけるアメリカの「最前線」の同盟国と宣言した。米・パ関係において議員や高官で最も注目されたのは、ズビグニュー・ブレジンスキー、ヘンリー・キッシンジャー、チャーリー・ウィルソン、ジョアン・ヘリング、文民情報将校のマイケル・ピルズベリーとガスト・アヴラコトス、そして米軍高官のジョン・ヴェッシー・ジュニア統合参謀本部議長とハーバート・M・ワッソム将軍で、彼らはジア政権と長い付き合いがあり、パキスタンの政界にエスタブリッシュメントという考えを広めるよう助言するため、頻繁にパキスタンを訪れていた。名目上、ロナルド・レーガンが所属する共和党のアメリカ保守主義に影響されたジアは、イスラム保守主義を軍事政権の主要路線として採用し、国内でイスラム教やその他の宗教的慣習を強引に強制した。

この流れによりパキスタンの社会主義勢力はパキスタンの資本主義勢力を大いに憂慮させ、冷戦下において同盟国としてのパキスタンの喪失を恐れたアメリカも警戒した。パキスタンの政治学者や歴史家の多くは、ズルフィカール・アリー・ブットーに対する暴動とクーデターは、アメリカ中央情報局（CIA）とアメリカ政府の助けによって画策されたものだと広く疑っていた。なぜなら、ソ連に同調していると見なされたブットーの社会主義政策に対するアメリカ合衆国の恐れの高まりと、ソ連がパキスタンに関与することを可能にする橋の構築、そして1947年のパキスタン建国以来、ソ連など共産国家はアメリカがアクセスできなかったパキスタンの暖流港を通じたアクセス権を持っていたからである。アメリカのラムゼイ・クラーク元司法長官は、ブットー政権崩壊へのアメリカの関与を広く疑い、裁判に出席した後、公然とアメリカ政府を非難した。一方、アメリカはブットーの失脚への関与を一切拒否し、大統領任期である5年間で自分を回りから孤立され、恨まれるような状態にしたのはブットー自身だと主張した。ブットーの劇的な失脚を目の当たりにしながら、イスラマバードのアメリカ大使館にいたあるアメリカ外交官はこう書いている：
ブットーがパキスタンの舵取りをしていた5年間、ブットーは1970年代の総選挙で彼に圧倒的な票を投じた貧しい大衆を感情的に捉えていた。しかし同時に、ブットーには多くの敵がいた。就任後2年間の社会主義経済と主要民間産業の国有化は、財界をひどく動揺させた。1976年7月、精麦、籾摺り、製糖、綿花採取などの産業を国有化するという思慮の浅い決定は、中小企業の経営者や商人たちを怒らせた。社会主義者、共産主義者、知識人、学生、労働組合員といった左派はいずれも、ブットーが中道右派の保守的な経済政策にシフトしたこと、そしてパキスタンの伝統的な権力者である強力な封建領主との協力関係を深めたことに裏切られたと感じていた。1976年以降、ブットーの攻撃的で権威主義的な体制と、政治的に敵対する議員や、反体制派、反対派に対するしばしば高圧的な対応もまた、多くの人々を疎外した。

### 外交

#### ソ連のアフガン侵攻
1979年12月25日、ソ連はアフガニスタンに侵攻した。この侵攻の後、ジアは軍事会議の議長を務めていたが、ソ連の軍事力が圧倒的に優れているため、戦争への介入を控えるよう数人の閣僚から要請された。しかし、ジアは、介入しないことにより共産主義が隣国を支配するというシナリオにイデオロギー的に反対しており、ソ連が温暖な海を求めてパキスタン、特にバロチスタンに進出してくるという恐怖におびえていた。そして、アメリカからの大規模な援助を受けて、アフガニスタンのレジスタンス（ムジャーヒディーン）を金銭的、軍事的に支援する意図を公言していた。
アメリカのジミー・カーター大統領はパキスタンに4億ドルの援助を申し出た。ジアは最終的に、カーターの次の大統領であるロナルド・レーガンから32億ドルの援助増額を勝ち取ることに成功した。
この会議の中で、軍統合情報局（ISI）で当時長官であったアクタル・アブドゥル・ラフマン中将は、イスラム過激派を武装させることによるアフガニスタンでの秘密作戦を提唱した。この会議の後、ジアはラフマン中将の下でこの作戦を許可し、後に米国と中央情報局（CIA）が資金を提供したサイクロン作戦の一部として行われることとなる。
1982年11月、ジアはレオニード・ブレジネフ・ソ連共産党書記長の葬儀に出席するためモスクワを訪れた。ソ連のアンドレイ・グロムイコ外相とユーリ・アンドロポフ新書記長がジアに面会した。アンドロポフは、ソ連とその衛星国である社会主義国家アフガニスタン民主共和国に抵抗するムジャーヒディーンをパキスタンが支援していることに憤りを表明した。ジアはそんなアンドロポフの手を取り、「書記長、私を信じてください、パキスタンはソ連と非常に良好な関係しか望んでいません」と述べた。グロムイコによれば、ジアの誠意は彼らを納得させたが、その言葉通り行動したかと言われるとそうではなかったという。
ジアは、ブットーの外交政策のイニシアチブの多くを全く逆の政策へ転換し、まずアメリカ、日本といった西側諸国とのより強い結びつきを確立した。ジアは社会主義国家との関係を断ち切り、国家資本主義が彼の主要な経済政策となった。アメリカの政治家チャーリー・ウィルソンは、ジアやCIAと協力して、イスラエルがレバノンのPLOから奪取したソ連の武器をアフガニスタンの戦闘員に流したと主張している。ウィルソンは、ジアが関係者にこう言ったと主張している： 「箱にはダビデの星をつけないでくれ」。

#### イラン・イラク戦争
1980年9月22日、イラクのイラン侵攻により、イランとイラクの間で約8年にわたる戦争が始まった。戦争を終結させ、イスラム世界の統一を維持するため、ジアは9月27日にテヘランを、29日にバグダッドを訪問した。中立を宣言したにもかかわらず、ジアはイランと緊密な関係を維持し、パキスタンはイランに武器を売却し、これがタンカー戦争におけるイランの勝利の主要因となった。

### 核兵器開発
1977年にジアが行った初期の政策のひとつは、1972年にズルフィカル・アリー・ブットーによって創設された核兵器開発計画を軍の管轄することだった。最初の段階では、この計画はブットーと科学顧問のムバシール・ハッサン博士の下にある科学総局の管理下にあり、ハッサンは施設と研究所の建設を監督する民間委員会を率いていた。この核兵器開発計画には際限がなく、ムニール・アフマド・ハーンとアブドゥル・カーディル・ハーン博士が別々に作業を指揮し、進捗を核兵器計画にほとんど関心のなかったブットーとブットーの科学顧問ハッサン博士に報告した。工学将校であったザヒド・アリ・アクバル・ハーン少将は、核兵器計画にはほとんど関与していなかった。ジアは、ハッサンの逮捕を命じると、この計画を軍の管理下に置くことで対応し、民間委員会を解散させた。この巨大な核兵器開発計画全体は、アクバル少将の管理下に移された。アクバル少将はすぐにパキスタン陸軍工兵隊の中将兼工兵長に任命され、協力が必要な当局に対応することになった。アクバルは、科学研究を軍の管理下に置き、際限と目標を設定することで、計画全体を強化した。アクバルは、ムニール・アフマド・ハーンとアブドゥル・カディル・ハーンの下で核兵器の開発を5年間で積極的に指揮し、科学技術に関して非常に有能な将校であることを証明した。
ジアが実権を掌握するまでに、研究施設は完全に機能するようになり、核兵器開発計画に関する作業の90％は完了した。パキスタン原子力委員会（PAEC）もハーン研究所（KRL）も、ブットーによって開始された広範な研究インフラを構築していた。アクバルの執務室は陸軍総司令部（GHQ）に移され、アクバルは核兵器に関する科学的技術と核兵器製造の重要事項についてジアに説明した。アクバルは、この核兵器開発計画を完全に成熟したプロジェクトへと成功させることをジアに認めた最初の技術将校となった。アクバルの推薦により、ジアはムニール・アフマド・ハーンを核兵器開発計画の科学に関する責任者に任命することを承認した。ムニール・ハーンのような民間の科学者及び民間委員会が国際的な圧力に対抗するために最善を尽くしていることをジアはアクバルから知っており、それを確信していたからである。
これは、パキスタン原子力委員会（PAEC）が1983年3月11日、兵器試験研究所所長イシュファク・アフマド博士の指揮の下、キラナ丘陵地区でコードネーム「キラナI」と呼ばれる核分裂装置の冷間核分裂実験を行ったときに証明された。ザヒド・アクバル中将はGHQに赴き、この実験の成功をジアに報告した。PAECはこれに応え、1980年代の間を通じて何度も冷間核分裂実験を実施した。関係資料である『Eating Grass』では、関係者は以下のように記述している。
ジアは欧米のスパイがこのプロジェクトに入り込んでいることを深く確信し、核兵器計画の役割を拡大させ、極度の偏執病を公私ともに反映させた。彼は事実上、PAECとKRLを分離させ、科学者に核兵器開発計画の側面を担当させるのではなく、重要な管理上の決定を下した。彼の行動は核兵器開発計画の革新に拍車をかけ、強烈な秘密主義とセキュリティーがPAECとKRLに浸透したのであった。

#### 核を巡っての対外関係
1970年代を通じてアメリカからの理不尽な批判や激しい外交戦争に直面したブットーとは異なり、ジアは国際的な圧力に対抗するためにさまざまな外交的アプローチをとった。1979年から1983年にかけて、パキスタンは核拡散防止条約（NPT）に調印しなかったことで国際的に非難の的となったが、ジアはパキスタンの核兵器開発を隣国インドの核開発計画とタグ付けすることで、国際的圧力を巧みに無力化した。ジアは、ムニール・アフマド・ハーンとアガ・シャヒ外相の協力を得て、パキスタンにNPTに調印するよう求める世界の圧力に対する現実的な反論として、核兵器の使用放棄を含む5項目の提案をまとめた。ジアと2人はまた、パキスタンの核兵器開発計画をエスカレートさせ、工業化と規制緩和を実施し、パキスタンの経済力が南アジアで最も急成長するのを助け、同国史上最高のGDP成長率を作るのに到った。
1981年にイスラエル空軍がイラクの核開発計画を破壊するために行った「オペラ作戦」の成功を受けて、パキスタンではインド空軍がパキスタンに対して同様の計画を持っているのではないかという疑念が高まった。ジアは、当時空軍参謀総長であったアンワル・シャミム将軍との私的な会談で、確かな証拠を挙げて、インド空軍がパキスタンの核開発計画に潜入する計画をもっていることをシャミム参謀総長に通告した。シャミムは、空軍ではこのような攻撃を阻止させることができないと考え、ムニール・アフマド・ハーンを通じて外交でインド軍による攻撃を阻止させるようジアに進言した。ムニール・アフマド・ハーンはウィーンでインドの物理学者ラジャ・ラマンナに会い、このような攻撃は両国間の核戦争を引き起こすと通告した。その間に、シャミム空軍参謀総長はパキスタン空軍のためにF-16ファイティング・ファルコンとQ-5ファンタンを獲得する計画を開始することを決定した。シャミムは、パキスタンの核開発計画を妨害しようとするイスラエル空軍の企てを阻止する「センチネル作戦」を開始し、インドのインディラ・ガンジー首相に核開発問題についてパキスタンと会談するよう強要し、パキスタンに政府代表団を派遣して、両国が互いの施設を援助したり攻撃したりしないことを誓約させた。1985年、F-16ファイティング・ファルコンとQ-5ファンタンが導入された後、シャミムは大量破壊兵器の保護と戦闘のために空軍戦略司令部を発足させた。
1977年、ジアは最終的に核開発計画を意図的に否定する「核の曖昧さ」政策を採用した。この「核の曖昧さ」という政策は、イスラエルの核開発計画の成功を目の当たりにした後に採用されたもので、ジアは何度も、国の核開発計画の性質に関する言葉や約束を破っている。核政策に関して、ジアは意図的に米国を欺き、機密情報を外部に隠した。米国はジアの誠意と米国との約束を信頼していた。ジアは米国に対し、兵器級プルトニウムと高濃縮ウラン（HEU）を5％以上の水準で生産しないことを確約した。しかし、中央情報局（CIA）のヴァーノン・A・ウォルターズ副局長は1981年10月、秘密裏にパキスタンを訪れたジアに詰め寄った。証拠を突きつけられたジアは、その情報が「真実に違いない」と認めたが、その後すべてを否定した。これについてウォルターズはジアについて「ジアは自国の核兵器開発計画についての事実を知らなかったのか...。あるいは、ジアは「私が会った中で最も優秀で愛国的な嘘つき」であったのか...。」と述べている。

#### 核拡散
クーデター後間もなく、秘密裏に進められていた核開発計画は、もはや秘密裏の計画ではなくなった。ジアの戦略の一部は、東側諸国（北朝鮮、イラン、改革開放前の中華人民共和国など）の核拡散を促進し、パキスタンの核開発への関心をそらすことだった。1981年、ジアは中国と契約し、兵器級ウランを中国に送り、遠心分離機研究所を建設した。この行為は、リビアの核開発計画を援助しようとしたとされるアブドゥル・カディル・ハーンを勇気づけたが、リビアとパキスタンの関係が緊張していたため、ハーンは深刻な結果を招くと警告された。この政策は、国際的なパキスタンの核開発への圧力をこれらの国々にそらすことで、パキスタンが国際社会の怒りを免れることを想定していた。
ジアの死後、後任のミルザ・アスラム・ベグ陸軍参謀総長はアブドゥル・カディル・ハーンを激励し、北朝鮮、イラン、リビアなど、さまざまな理由から核開発への野望を抱いていた志を同じくする国々と協力する自由を与えた。しかし、2004年、当時の陸軍参謀総長であり大統領であったペルベス・ムシャラフの下で、パキスタン軍と政治体制による面子のために、アブドゥル・ハーンは核兵器計画から解任された。ジアの核拡散政策は世界に深い影響を与え、特に東側諸国、とりわけ北朝鮮とイランに大きな影響を与えた。1990年代から2000年代、北朝鮮は進行中の核開発計画で国際社会から標的にされた後、ジアの核拡散と同じように、北朝鮮はシリアとイランの核開発を援助しようとした。北朝鮮とシリアの核開発計画とのつながりは、2007年にイスラエルが戦略作戦「オーチャード作戦」を成功させ、シリアの核開発計画を妨害し、核開発計画を支援していた北朝鮮の上級科学者10人を死亡させたことで露呈した。

#### 拡大
ジアは、核開発計画におけるブットーの感情を取り除いたとはいえ、核兵器に関するブットーの政策を完全に打ち砕いたわけではなかった。ザヒド・アリ・アクバル・ハーンが核開発計画から退いた後、ジアは核兵器計画の主導権をブットーの側近でパキスタン原子力委員会委員長のムニール・アフマド・ハーンに移した。間もなく、ジアはハーンをプログラム全体の技術責任者に昇格させ、ハーンを科学顧問に任命した。ムハンマド・ハーン・ジュネージョー首相の支援を受けて、ジアは1985年、クシャブでクシャブIと呼ばれる50メガワット（MW）の重水プルトニウム製造炉の発射を認可した。ジアはまた、核開発計画の一環として宇宙関係のプロジェクトを立ち上げる制作をとった。ジアは原子力技師のサリム・メフードをパキスタン宇宙高層大気研究委員会の委員長に任命した。ジアはまた、同国初の軍事衛星バドル1号の開発に着手した。1987年、ジアは1985年にアンワル・シャミムのもとで、その後1987年にタラート・マスード中将のもとで、秘密裏に航空宇宙プロジェクト、ミサイル研究開発計画を開始した。

#### 戦争が残したもの
ソ連によるアフガン侵攻中、違法薬物取引の勃興及び違法薬物のパキスタンを経由した世界への拡散は驚異的に増加した。アフガニスタンの麻薬産業は、1979年のソ連侵攻後に軌道に乗り始めた。武器を買うための資金に困窮したムジャーヒディーンのような反共レジスタンスのさまざまな要素が、麻薬取引に手を染めたのだ。これらは、裏側で資金援助を行ったCIAやアメリカ政府が容認していた。

### パキスタンのイスラーム化
ジア政権の主要な政策あるいは「目玉」は、「イスラーム化」であった。
クーデター前の1977年、イスラム教徒によるワインの飲酒と販売、ナイトクラブ、競馬がブットー首相によって禁止された。これにジアはさらに踏み込んで、ニザーム＝エ＝ムスタファ（「預言者の支配」またはイスラム体制、すなわちイスラム国家とシャリーアの確立）の施行を約束した。

国家元首としての最初のテレビ演説で、ジアは次のように宣言した。
イスラム教の名の下に誕生したパキスタンは、イスラム教に忠実である限り存続し続けるだろう。だからこそ私は、イスラム的なシステムの導入がこの国にとって不可欠な前提条件だと考えている
過去には、「多くの支配者がイスラムの名の下に好き勝手なことをした」とジアは不満を漏らしていた。
ジアは各高等裁判所（後に連邦シャリア裁判所）に「シャリア法廷」を設置し、コーランとスンナの教えを用いて法律事件を裁き、パキスタンの法律・法規をイスラムの教義と同じようなものにした。また、ジアはウラマーとイスラーム政党の影響力を強化した。ジャマート・イ・イスラミ党の1万人の活動家が、ジアの死後もジアのアジェンダが継続されるよう、政府のポストに任命された。その他、イスラム・イデオロギー評議会に保守派のウラマーが加わるようになったのもジアのイスラーム化政策によるものである。
イスラーム化は、「衣食住」のスローガンに込められたブットーの当初の哲学的根拠を大きく変えるものだった。ジアは、社会主義経済と世俗社会主義志向は、パキスタンの自然秩序を乱し、道徳心を弱めるだけだと考えていた。ジアは1979年、イギリスのジャーナリスト、イアン・スティーブンスとのインタビューで自身の政策を擁護した：
パキスタンのおおもとの部分はイスラーム教だった...インド亜大陸のイスラーム教徒とは別個の文化である。この部分がパキスタンとしてインド亜大陸から分離したのは、二国間理論に基づくものだった... ブットー氏がこの社会で繁栄する方法として見出したのは、道徳的な精神を蝕むことだった。生徒と教師、子供と親、家主と借家人、労働者と工場主を対立させることによってそれを作り上げた。（パキスタンが経済的に困難なのは）パキスタン人が、働かなくても収入を得られると信じ込まされているからだ（社会主義的な考えによるもの）... 私たちはイスラーム教に戻ろうとしている。イスラーム教を押し付けているのは私でも政府でもない。ブットーに対する街頭での反抗・抵抗・反ブットー運動は、人々の願望を反映したものなのだ。—ジア＝ウル＝ハク、
ジアの動機がどれほどの信心からくるもので、どれほどの政治的計算からくるものであったかは議論の分かれるところである。ある著者は、ジアが安定を必要としていたバロチスタンにおいて、異端であるジクリ派とウラマーとの争いに際立って沈黙していたことを指摘している。世俗派や左派勢力は、ジアが政治的目的のためにイスラム教を利用していると非難した。パキスタンの元ファーストレディ、ヌスラト・ブットーは：
1971年戦争（バングラデシュ独立戦争、第三次印パ戦争）の惨禍はパキスタンの人々の心や精神の中に（今も）生きていて、鮮明に残っている。それゆえ、ジアは非常識にもイスラム教を利用して政権の存続を確かなものにしたのであった。—ヌスラト・ブットー、
ジアが国家主導のイスラーム化によって国家の結束を強めることにどれだけ成功したかは、また議論の余地がある。ザカート・ウシュル条例は1980年に施行された。この条例は、ラマダーンの初日に個人の銀行口座から年間2.5％を控除し、その収入を貧困救済に充てるというものであった。この仕組みはザカート委員会が設立され、資金の分配を監督していた。この措置には、ザカートの徴収を義務と考えないシーア派のイスラム教徒が反対した。課税開始当初、ジャアファル法学派を信奉するシーア派イスラム教徒は強い反対を唱え、1981年4月、政府はシーア派の免除申請を認める免除措置をとった。
スンニ派ムスリムの間では、デーオバンド派とバレルヴィ派も争いを起こしていた。ジアはデーオバンド派の教義を支持したため、シンドのスーフィー師（バレルヴィ派）は反ジア民主化運動（民主主義回復運動）に参加した。
カナダ系パキスタン人のスーフィー・イマーム、サイード・ソハルワルディは、「ジアはパキスタンをスーフィーが支配する国家からサラフィーが支配する国家に変えた」と言い、ジアの影響でモスクの70％がスーフィーであったとすれば、現在は55％になっていると推定し、軍ではこの変化はさらに急であり、軍のモスクは70年代には90％がスーフィーであったが、現在は85％がデーオバンド派であると推定していた。

#### フドゥード規定
パキスタン社会をイスラーム化するためのジア政権としては最初の、そして最も物議を醸した措置のひとつは、パキスタン刑法（PPC）の一部を1979年の「フドゥード規定」に置き換えたことだった(フドゥードとは、イスラム法における許容される行動の限界のような、限界や制限を意味する）。この規定は、パキスタンの法律に姦通罪と姦淫罪という新しい犯罪を追加し、鞭打ち、手足切断、石打ちによる死刑という新しい刑罰を追加した。
窃盗または強盗については、PPCの罰則である禁固刑、罰金刑、またはその両方が、窃盗については犯罪者の右手の切断、強盗については右手と左足の切断に置き換えられた。ズィナー（婚外性交）については、姦通に関する規定が条例によって、未婚の違反者には鞭打ち100回、既婚の違反者には石打ちの刑に置き換えられた。
これらの刑罰はすべて、ハッドに必要な証拠が満たされるかどうかにかかっていた。実際には、ハッドの判決とする条件である、4人のイスラム教徒の男性が証人として考えるということが行われることは少なかった。2024年現在、パキスタンの司法制度によって石打ちにされたり、手足を切断されたりした犯罪者はいない。窃盗、ズィナー、飲酒の罪が、より厳密でないタジールの基準（鞭打ちや禁固刑）で有罪になることはよくあり、多くの鞭打ちが行われてきた。
人権やフェミニスト、弁護士、政治家にとってより憂慮すべきは、何千人ものレイプ被害者がズィナーの罪で投獄されたことである。強姦事件の立証責任は女性自身にある。女性による裏付けのない証言は、フドゥード規定では認められない。被害者・被疑者が自分の申し立てを証明できない場合、裁判を起こすことは、合法的な婚姻関係以外での性交渉の自白に等しいとみなされた。つまり、レイプ被害者まで裁判を起こした時点でズィナーを行ったこととなり、有罪となるわけであった。そのため隠蔽せざるを得ない状況が作られていたのである。このような問題があったにもかかわらず、この条例は2006年に女性保護法案が成立するまで有効だった。
シャリーアの刑罰は課されるようになりイスラーム的ではあるのだが、一方適正手続き、証人、証拠法、訴追システムはイギリス植民地時代の状態のままだった。
以上のようなパキスタンの従来からある刑法とイスラム法のハイブリッド化は、2つの法体系の根底にある論理の違いからとても難しいものであった。PPCは国家として作られた現代的な法であり、フドゥード規定は宗教的、地域社会に根ざした法であったという違いが大きかったわけである。

#### イスラム法
ジアの下で、公の場では女性は頭を隠すようにという命令が公立学校、大学、国営テレビで実施された。スポーツや舞台芸術への女性の参加は厳しく制限された。批評家によれば、シャリーア法に従い、女性の法的証言は男性の半分しか与えられなかった。
1981年、利払いは「損益勘定」に取って代わられた（ただし、利益は単に別の名前の利子と考えられていた）。教科書は非イスラーム的なものを取り除くために見直され、図書館からは非イスラーム的な本は悪書として排除された。
他にも、イスラム法に基づいてラマダーン中の飲食は禁止され、1日5回のサラートの礼拝が強制された。

#### 冒涜禁止条例
アッラーやムハンマドといったイスラムの重要人物に対する冒涜を違法化するため、1980年、1982年、1986年にパキスタン刑法（PPC）と刑事訴訟法（CrPC）が条例によって改正された。1980年の法律では、イスラム教の人物に対する軽蔑的な発言を禁止し、3年の懲役刑を科した。1982年、少数派の宗教的少数派であるアフマディーヤは、自分たちがイスラム教徒であると言ったりほのめかしたりすることを禁じられた。1986年には、イスラムの預言者ムハンマド、アール・アル・バイト（ムハンマドの家族）、サハーバ（ムハンマドの教友）、シャアール・イ・イスラム（イスラムのシンボル）に対する無礼を示唆するいかなるものも犯罪とされ、禁固刑または罰金、あるいはその両方が科されることになった。

#### マドラサの拡大
パキスタンの伝統的な宗教的マドラサは、ジア＝ウル＝ハク政権下で初めて国家の支援を受け、その数は893校から2801校に増加した。教義的にはほとんどがデーオバンド派であり、4分の1はバレルヴィ派であった。マドラサはザカート評議会から資金を受け、貧しいパキスタン人に無償で宗教的な訓練、部屋と食事を提供した。一方、マドラサはテレビやラジオを禁止したことから、イスラム宗派間や非イスラム教徒に対する宗派間の憎悪を煽っているとして、作家たちから批判されている。

#### 文化面での政策
1979年の国民への演説で、ジアは国内の西洋文化と音楽を批判した。その直後、国営テレビ局PTVはミュージック・ビデオの放映を中止し、愛国的な曲だけを放送するようになった。映画産業には新たな税金が課され、ラホールの映画館のほとんどが閉鎖された。また入場にも新しい税率が導入されたことにより、映画館の入場者数はさらに減少した。
左派文化批評家のナディーム・F・パラチャによれば、ジア政権時代とその経済的繁栄の下で、この国の都市部の中産階級と下層中産階級が政府への反発心などから西洋的・ロッキーになり、1980年代には西洋的なファッションや髪型が広まり、ロックバンドが勢いを増したという。

#### 障害者への福祉
ジアは在任中、障害者福祉条例の制定を監督した。この条例は「1981年障害者（雇用およびリハビリテーション）条例」と呼ばれ、1981年12月29日に成立した。同条例は、障害者の雇用、リハビリテーション、福祉に関する措置を定めている。

### ジュネージョーの首相職解任と新たな選挙の要求
時が経つにつれ、立法府はより多くの自由と権力を持つことを望むようになり、1988年の初めには、ムハンマド・ハーン・ジュネージョー首相とジアの間に不和があるという噂が飛び交うようになった。
ジアとジュネージョーの対立は、マブーブル＝ハックとジュネージョーがアフガン侵攻においてソ連撤退前に撤退後のアフガニスタンの政府構成を決めずにジュネーブ協定に調印することに固執したことがきっかけだったと言われている。ジュネージョーはまた、その前の和平会議でジアと対立したブットー首相の娘であるベーナズィール・ブットーを自分の隣に座らせた。ジュネージョーはイスラム化に尽力せず、むしろ妨害ともいえる行動をしていた。ジュネージョー時代はカラチで深刻な騒乱を引き起こし、最終的にカラチはジャマート・イ・イスラミ党からムッタヒダ・カウミ運動（MQM）という世俗主義政党の支配下に入った。
オジュリ駐屯地爆発事故は、ジア政権の権威を不安定にするものであった。ジュネージョーはオジュリ収容所の惨事を調査することを約束した。これは、事故に関するISIとジアの共同将官の関与を暴露することになるため、大統領には受け入れられなかった。ソ連軍の敗北後、アメリカはムジャーヒディーンに提供する為としてパキスタンに武器を送った。しかしパキスタンはそれを印パで起こるかもしれない戦争のために使おうと考えた。そして、武器の盗難が行われ、それを隠蔽するためにジアは、爆発事故を意図的に計画し、パキスタンの民間人の命を犠牲にする事故を引き起こすのに到ったわけである。
1988年5月29日、ジアは国民議会を解散し、改正憲法第58条2項bに基づいてジュネージョー首相を罷免した。他の多くの理由とは別に大きな理由として、ジュネージョー首相がジアの意向に反してジュネーブ協定に調印することを決定したこと、また、その年の初めにラワルピンディの陸軍司令部郊外にあるオジュリ駐屯地の軍需品倉庫で起きた爆発事件の責任者であることが判明した軍人を解任すると公然と宣言したことが挙げられる。印パ関係は、シアチェン紛争やパキスタンがカリスタン運動を支援しているとの疑惑からより悪化した。
ジアは1988年、ジュネージョー罷免後に選挙を実施すると約束した。彼は、今後90日以内に選挙を実施すると述べた。ズルフィカール・アリ・ブットーの娘ベーナズィール・ブットーは1986年に亡命先から帰国し、選挙に出馬することを表明していた。ブットーの人気がやや高まり、ソ連のアフガニスタン撤退に伴う国際援助の減少もあって、ジアはますます困難な政治状況に追い込まれていく。

## 死

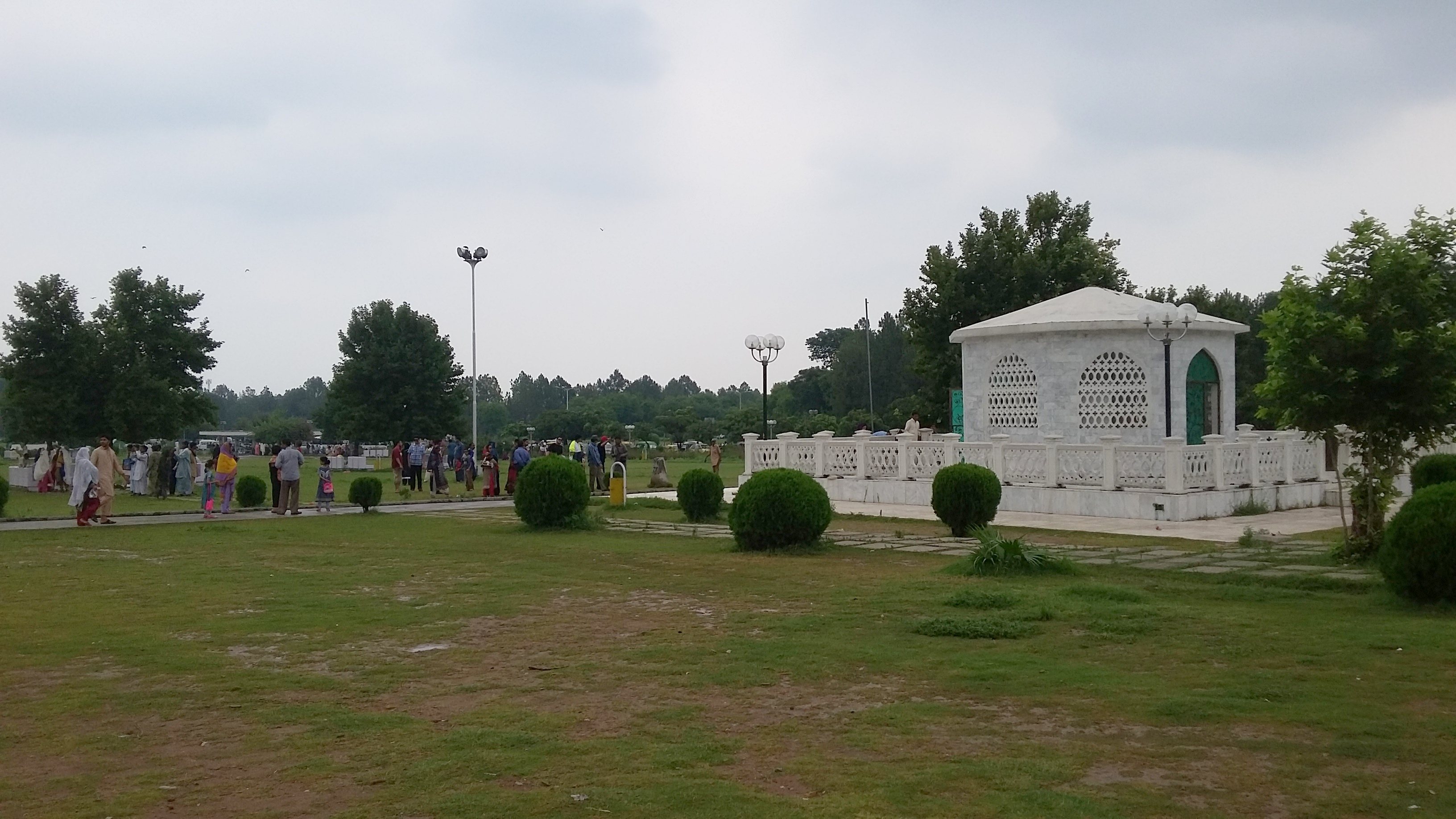
イスラマバードにあるジア＝ウル＝ハクの墓

ジアは1988年8月17日、飛行機事故で死亡した。バハワルプルで米軍のM1エイブラムス戦車による軍事演習を見た後、ジアはC-130Bハーキュリーズ機でパンジャーブ州の同市を出発した。同機はバハーワルプル空港を出発し、イスラマバード国際空港に到着する予定だった。順調に離陸した直後、管制塔は機体との連絡を絶った。その後空中で飛行機を見た目撃者は、飛行機は不規則に飛行し、その後急降下し、衝撃で爆発したと主張している。ジアのほか、ジアの側近であったアクタル・アブドゥル・ラフマン統合参謀本部委員長、シディク・サリク准将、アーノルド・ルイス・ラフェル駐パキスタン米国大使、ハーバート・M・ワッソム駐パキスタン米国軍事援助団長を含むジア含め計30名が墜落死した。グラーム・イスハーク・ハーン上院議長はラジオとテレビでジアの死を発表した。ジアの死を取り巻く状況は、多くの陰謀説を生んだ。この事件の背後には、ソ連（アフガニスタンにおけるパキスタンのムジャーヒディーン支援に対する報復）、あるいはソ連とパキスタン軍内部の反ジア派がグルであったという臆測がある。
墜落事故の調査のために調査委員会が設置された。調査委員会は、「墜落の最も可能性の高い原因は、機内で行われた妨害行為である」と結論づけた。また、有毒ガスが放出され、乗客と乗組員が無力化されたことも示唆され、メーデー信号が発せられなかった理由も説明された。また、調査の詳細に関わる他の事実についても臆測が飛び交った。フライトレコーダー（ブラックボックス）は、発信前のC-130機には搭載されていたにもかかわらず、墜落後には見つからなかった。
ジアの葬儀は1988年8月19日、イスラマバード近郊で執り行われた。21門の軽砲が緑豊かなマルガラの丘に鳴り響く中、100万人近い弔問客が「ジア＝ウル＝ハク、太陽と月が天にある限りあなたは生き続ける」と唱和した。遺骸は、パキスタンとサウジアラビアの友好の象徴としてジアが建てた巨大で近代的なファイサル・モスクの前にある4×10フィート（1.2×3.0メートル）の土の墓に安置された。また、後任のグラーム・イスハーク・ハーン大統領、軍の参謀総長、統合参謀本部議長、その他の軍・文民高官も参列した。ジョージ・シュルツ元米国務長官もジアの墓に花輪を捧げた。
| 「                        | ジアの死は大きな損失だ......彼は殉教者であり、偉大な人物だった。 | 」 |
| —ジョージ・シュルツ, 1988 |                                                                  |    |

## 後世に残したもの

### ジア主義
ジア主義とは、1978年から1988年にかけてパキスタンでムハンマド・ジア＝ウル＝ハクによって実行された政治イデオロギーである。このイデオロギーは、宗教の影響を強く受けたイスラム国家の理念を支持している。主にイスラム法、工業化、軍国主義、権威主義を主軸とする。ジアとそのイデオロギーは、政治的イスラームをパキスタン国内で影響力のある運動とし、比較的世俗的であったパキスタンをイスラム法に基づく国に変えたと広く伝わっている。
このイデオロギーは、特に宗教的思想と世俗的思想が衝突するパキスタンにおいて、多くの論争を引き起こしている。パキスタンの右派はジアの教義を支持し、穏健派ムスリムやパキスタンの社会主義はジア主義をイスラムファシズムと比較して非難している。

### 評価
死後も、ジア＝ウル＝ハクは国内の知識人や政界において、非常に広く議論される対象であり続け、右翼左翼どちらかに偏向的に評価される人物であった。パキスタン独立以降の短い歴史の中で、ジア＝ウル＝ハクの残したものは最も有害で、永続的で、直すこと、隠すことさえできない遺産として残っている、と『Dawn』は述べている。一方、ジアは、ソビエトをアフガン侵攻にて撤退に追い込んだことで賞賛もされている。アフガニスタンに関する本の著者であるインドのジャーナリスト、カロール・バタチェルジーは言う：
南アジアにジアはもう現れないだろう。ジアは南アジア史の複雑な歴史の中に現れた人物のようにユニークで多面的であった。特にイスラム教に関しては、良いやり方とは言えないが、度胸は賞賛に値する。ジアは核を持つインドを相手に核実験に成功し、第3次印パ戦争でインディラ・ガンジーが作り上げたパワーバランスを変え、パキスタンが核兵器を獲得するためにあらゆる国際的なルールを破っていった。
歴史家や政治学者は彼の政策立案能力について広く議論し、研究しており、彼を「リングマスター」、「マスター・オブ・イリュージョン」、「マスター・タクティシャン」と呼ぶ著者もいる。しかし、ジアについて最も記憶に残る功績は、ソ連のアフガニスタン侵攻にアフガニスタン側としてムジャーヒディーンを支援し、間接的に関与したこととその軍事戦略である。ジア政権時代は、ベーナズィール・ブットーに対抗して保守派が国政で台頭する助けにもなった。彼はまた、パキスタンで最も成功した軍事指導者の一人として知られ、軍隊に国政を任せていた。一方ジア政権下では、髪型、服装、音楽など西洋的な文化は禁止された。1980年代にはパキスタン・ロックが誕生し、パキスタンのナショナリズムを表現するようになっていった。

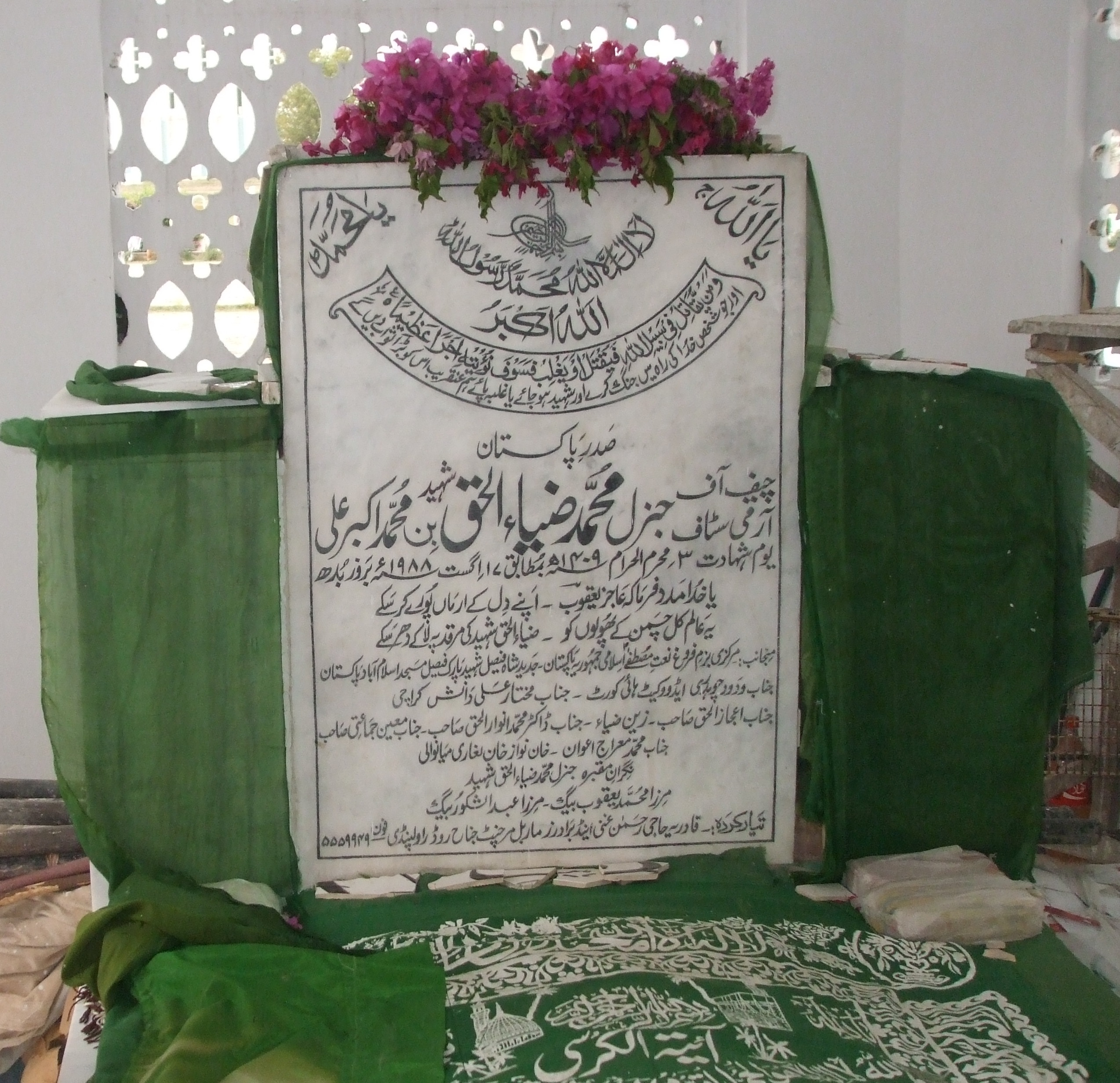
ジアの墓石

今日に至るまで、ジアはパキスタンの歴史上、評価も政策も両極端な人物として有名である。経済的繁栄だけでなく、ソ連による南アジア地域への広範な侵攻を防いだと評価される一方で、民主主義制度を弱体化させ、宗教的不寛容を助長する法律を成立させ、管理フロート政策でルピーを下落させたと非難されている。また、ナワーズ・シャリーフ首相の政治的キャリアをぐんぐんと伸ばしたことでも知られている。
ジアは、予想されていたソ連のパキスタン侵攻を阻止したと言われている。サウジアラビアの元情報長官トゥルキ・アル・ファイサル皇太子は、1980年代にジアとともにソビエトと戦っていたが、ジアを次のように評している： 「特にソビエトの侵攻を阻止することに非常に熱心でした。彼はソ連のパキスタン侵攻を阻止するために非常に献身的でした」。国際問題や地政学を専門とするアメリカの学者、ブルース・リーデルは、「多くの意味で、アフガン侵攻はジアの戦争だった」と書いている。 リーデルはまた、「ジア＝ウル＝ハクはパキスタン及びアフガニスタンの歴史において極めて重要な人物であっただけでなく、半世紀近く世界政治を支配してきたという点で冷戦の最終段階においても極めて重要な人物であった」と論じている。
2010年、パキスタン憲法修正第18条の成立により、ジアが立法した行政権はパキスタン憲法から永久に削除された。

### 大衆文化における描写
ジアは、英語圏の大衆文化に何度も登場している：
- イギリス系インド人作家サルマン・ラシュディの小説『恥』（1983年）では、ラザ・ハイダー将軍という登場人物がジア＝ウル＝ハクの人生とよく似ている。
- コミック『Shattered Visage（英語版）』（1988-1989年）では、ジアの死は『プリズナーNo.6』（1967年）に登場する「村（英語版）」と同じ諜報機関によって画策された設定となっている。
- 2007年の映画『チャーリー・ウィルソンズ・ウォー』でインド人俳優オム・プリがジアを演じた。
- モハメド・ハニフ（英語版）の2008年の風刺小説『マンゴー爆発事件（英語版）』で主人公としてジアが登場している[153]。
- ジア＝ウル＝ハクの圧政とズルフィカール・アリー・ブットーの処刑は、ムルタザ・ブットの娘ファティマ・ブットー（英語版）によるノンフィクション回想録『血と剣の歌（英語版）』（2010年）で言及されている。
- 2023年のNetflixのアクション・スリラー映画『ミッション・マジュヌ（英語版）』でジアを、インド人俳優アシュワス・バット（英語版）が演じた。

## 栄典
|  |  |  |  |
|  |  |  |  |
|  |  |  |  |
|  |  |  |  |

|                                                   | シタラ・エ・ハルブ勲章 (第二次印パ戦争の功績から) | シタラ・エ・ハルブ勲章 (第三次印パ戦争の功績から) | |
| タムガ・エ・ジャン勲章 (第二次印パ戦争の功績から) | タムガ・エ・ジャン勲章 (第三次印パ戦争の功績から) | パキスタン記章 (1947年に授与)                     | タムガ・エ・サッド・サーラ・ジャーシャン ウィラダート・エ・クウェイド・エ・アザム (1976年に、ムハンマド・アリー・ジンナー生誕100周年を記念し授与) |
| ヒジュリ・タムハ (1979年授与)                     | タムハ・エ・ジャムフリア (1956年授与)             | 独立勲章 (1971年にヨルダンより授与)               | 星勲章 (1971年にヨルダンより授与) |
| ラーチャミトラーポーン勲章 (タイより授与)         | ビルマ・スター                                    | 戦時勲章 (1939年～1945年)                         | 将軍勲章 (1918年) (1945年第二次世界大戦終結を記念して授与)                                                                                        |

| Foreign Awards | Foreign Awards                                | Foreign Awards |
| -------------- | --------------------------------------------- | -------------- |
| ヨルダン       | アル＝フセイン・ビン・アリ勲章                |                |
| タイ           | ラジャミトラボーン勲章                        |                |
| ヨルダン       | ビルマ・スター                                |                |
| ヨルダン       | 星勲章                                        |                |
| イギリス       | ビルマ・スター                                |                |
| イギリス       | 戦時勲章 (1939年～1945年)                     |                |
| イギリス       | 将軍勲章 (1918年)（第二次世界大戦終戦時受賞） |                |
| ユーゴスラビア | ユーゴスラブスター勲章（グレート・スター）    |                |